# Germán Chavarría
Germán José Chavarría Jiménez (ur. 19 marca 1958 w San José) – piłkarz kostarykański grający na pozycji pomocnika.

## Kariera klubowa
Przez całą karierę piłkarską Chavarría związany był z klubem CS Herediano z miasta Heredia. W sezonie 1978/1979 zadebiutował w jego barwach w kostarykańskiej Primera División. Już w debiutanckim sezonie wywalczył wraz z Herediano swój pierwszy tytuł mistrza Kostaryki. Od tego czasu jeszcze czterokrotnie zostawał mistrzem kraju. Miało to miejsce w latach 1981, 1985, 1987 oraz w 1993. Wraz z Herediano występował też w rozgrywkach Pucharze Mistrzów CONCACAF. Karierę piłkarską zakończył w 1993 roku w wieku 35 lat.

## Kariera reprezentacyjna
W reprezentacji Kostaryki Chavarría zadebiutował w 1983 roku. W 1990 roku został powołany przez selekcjonera Velibora Milutinovicia do kadry na Mistrzostwa Świata we Włoszech. Tam był podstawowym zawodnikiem swojej drużyny i wystąpił w 4 spotkaniach: ze Szkocją (1:0), z Brazylią (0:1), ze Szwecją (2:1) i w 1/8 finału z Czechosłowacją (1:4). Od 1983 do 1994 roku rozegrał w kadrze narodowej 46 spotkań i zdobył jednego gola.
W 1984 roku Chavarría wystąpił z kadrą olimpijską na Igrzyskach Olimpijskich w Los Angeles.